# Magnus Stolpe
Magnus Stolpe, död 1608–1609, var en svensk häradshövding.

## Biografi
Magnus Stolpe var son till fogden Clemet Stolpe och Ingrid Hård. Han var 1605 häradshövding i Östbo härad. Han avled mellan 24 september 1608 och 1609.

### Egendom
Stolpe ägde Simmarydsnäs i Jälluntofta socken och Espemoen i Blädinge socken. Han tillbytte sig 1605 Höljeryd i Långaryds socken med flera gårdar av fru Karin Ryning.

### Familj
Stolpe var gift med Estrid Jönsdotter (Rosenbielke) (död 1618), dotter till ståthållaren Jöns Arvidsson (Rosenbielke) och Carin Isaksdotter (halvhjort). De fick tillsammans barnen Märta Stolpe som var gift med vice presidenten Olof Stråle af Ekna, Kerstin Stolpe (1600–1680) som var gift med Nils Persson Silfversparre och Jöns Stolpe (död före 1646).